# Siemichocze
Siemichocze – wieś w Polsce, położona w województwie podlaskim, w powiecie siemiatyckim, w gminie Nurzec-Stacja.
| SIMC    | Nazwa     | Rodzaj    |
| ------- | --------- | --------- |
| 0037919 | Owczarnia | część wsi |
| 0037925 | Terebuny  | część wsi |

W latach 1975–1998 miejscowość administracyjnie należała do województwa białostockiego.
W miejscowości znajdują się dwa cmentarze: z okresu potopu szwedzkiego oraz I wojny światowej
Prawosławni mieszkańcy wsi należą do parafii Świętych Kosmy i Damiana w Telatyczach, a wierni kościoła rzymskokatolickiego parafii Podwyższenia Krzyża Świętego w Tokarach.